# Cordigliera Occidentale (Perù)
La Cordigliera Occidentale (Cordillera Occidental in spagnolo) è una catena montuosa che costituisce la parte occidentale della cordigliera delle Ande, in Perù. Si estende da nord-est a sud-est dal confine con l'Ecuador a quello con il Cile. A ovest confina con la pampa costiera dell'Oceano Pacifico, mentre a est, con l'asse delle valli interandine come la valle del Marañón a nord, la valle del Mantaro al centro, le valli di Apurímac, Urubamba e Ayavirí a sud. La catena montuosa attraversa le regioni (departamentos) di Piura, Lambayeque, La Libertad, Cajamarca, Ancash, Lima, Huánuco, Pasco, Junín, Ica, Huancavelica, Ayacucho, Arequipa, Moquegua, Tacna e Puno.